# 高速徹甲弾
高速徹甲弾（HVAP：High Velocity Armor Piercing）は、戦車の主砲弾や航空機関砲に使用される砲弾で、装甲を貫くのに特化した弾である。
硬芯徹甲弾（APCR：Armor Piercing Composite Rigid）とも呼ばれる。

## 理論
装甲貫徹力は、概ね弾着時の運動エネルギーに比例するため砲弾の速度の二乗に比例し、質量に比例して増大する。一方運動量は速度と質量に比例して増大するので、同じ運動量を砲弾に与えるならば、砲弾の質量を増すよりも砲弾の速度を増したほうが運動エネルギー（≒装甲貫徹力）は大きくなる。
さらに砲弾質量の増大（≒口径の増大）による貫徹力の増大は、砲が受け止めるべき運動量（≒反動）の増大や、その質量により人力装填が困難になったり、砲装置の規模・質量・複雑さが増大するなど問題が多く、この観点からも速度の増大による貫徹力強化は好ましいといえる。

## 構造
HVAP弾・APCR弾は、タングステン合金や劣化ウラン合金、鋼鉄などの重金属でできた弾芯と軽金属の弾体で構成され、通常の徹甲弾より全体の質量を軽くする事で高初速を得ている。
ただし比較的近距離では高い貫通力を発揮するものの、比重の低さゆえ距離が離れるにつれ急激に威力が低下、ある程度以上の距離では通常の徹甲弾よりも劣る性能となる。

## 歴史
第二次世界大戦中のドイツ軍やソ連軍、アメリカ軍で使用されたが、APDSやAPFSDSの開発により次第に戦車砲の砲弾としては使用されなくなった。しかし、発射時に分離する装弾筒が存在しないため、航空機関砲ではいまだに現役である。